# Lijst van Italiaanstalige literaire schrijvers
Deze lijst poogt de belangrijkste Italiaanstalige schrijvers te verzamelen.

## Chronologisch gerangschikt

#### Geboren in de 13e eeuw
- 1250..1259-1300: Guido Cavalcanti
- 1265-1321: Dante Alighieri

#### Geboren in de 14e eeuw
- 1304-1374: Francesco Petrarca
- 1313-1375: Giovanni Boccaccio

#### Geboren in de 15e eeuw
- 1469-1527: Niccolò Machiavelli
- 1474-1533: Ludovico Ariosto
- 1478-1529: Baldassare Castiglione

#### Geboren in de 16e eeuw
- 1544-1595: Torquato Tasso
- 1568-1639: Tommaso Campanella

#### Geboren in de 18e eeuw
- 1707-1793: Carlo Goldoni
- 1725-1798: Giacomo Casanova
- 1778-1827: Niccolò Ugo Foscolo
- 1781-1860: Bartolomeo Borghesi
- 1785-1873: Alessandro Manzoni
- 1798-1837: Giacomo Leopardi

#### Geboren in de 19e eeuw
- 1826-1890: Carlo Collodi
- 1831-1861: Ippolito Nievo
- 1836-1914: Camillo Boito
- 1840-1922: Giovanni Verga
- 1861-1877: Federico De Roberto
- 1861-1928: Italo Svevo
- 1863-1938: Gabriele d'Annunzio
- 1867-1936: Luigi Pirandello
- 1871-1936: Grazia Deledda
- 1876-1944: Filippo Marinetti
- 1876-1960: Sibilla Aleramo
- 1883-1957: Umberto Saba
- 1885-1974: Aldo Palazzeschi
- 1888-1970: Giuseppe Ungaretti
- 1891-1985: Riccardo Bacchelli
- 1891-1937: Antonio Gramsci
- 1891-1952: Alberto Savinio
- 1892-1953: Ugo Betti
- 1893-1973: Carlo Emilio Gadda
- 1895-1956: Corrado Alvaro
- 1896-1958: Mario Benzing
- 1896-1981: Eugenio Montale
- 1896-1957: Giuseppe Tomasi di Lampedusa
- 1898-1957: Curzio Malaparte
- 1900-1978: Ignazio Silone

#### Geboren in de 20e eeuw
- 1901-1968: Salvatore Quasimodo
- 1902-1975: Carlo Levi
- 1906-1972: Dino Buzzati
- 1906-1999: Mario Soldati
- 1907-1954: Vitaliano Brancati
- 1907-1990: Alberto Moravia
- 1908-1979: Tommaso Landolfi
- 1908-1950: Cesare Pavese
- 1908-1966: Elio Vittorini
- 1911-1969: Giorgio Scerbanenco
- 1911-2000: Attilio Bertolucci
- 1912-1990: Giorgio Caproni
- 1912-1985: Elsa Morante
- 1914-1978: Giuseppe Berto
- 1914-1998: Anna Maria Ortese
- 1916-2000: Giorgio Bassani
- 1919-1987: Primo Levi
- 1921-1989: Leonardo Sciascia
- 1921-2008: Mario Rigoni Stern
- 1922-1990: Giorgio Manganelli
- 1922-1975: Pier Paolo Pasolini
- 1923-1985: Italo Calvino
- 1925-2019: Andrea Camilleri
- 1927-1995: Hugo Pratt
- 1930-2020: Alberto Arbasino
- 1930-2010: Edoardo Sanguinetti
- 1932-2016: Umberto Eco
- 1934: Lionello Grifo
- 1939-2017: Giulio Angioni
- 1943: Elena Ferrante
- 1955-1991: Pier Vittorio Tondelli
- 1957-2009: Grazyna Miller
- 1958: Alessandro Baricco
- 1959: Sandro Veronesi
- 1960: Marcello Fois
- 1965: Elina Patanè
- 1966: Niccolò Ammaniti
- 1966: Melania Mazzucco
- 1974: Fabio Genovesi
- 1979: Roberto Saviano
- 1984: Silvia Avallone